# Орден Мужності
Орден Мужності (рос. орден Мужества) — державна нагорода Російської Федерації.

## Історія нагороди
- 2 березня 1994 року указом Президента Російської Федерації Б. Н. Єльцина «Про державні нагороди Російської Федерації»[1] був заснований ряд державних нагород — орденів, медалей та відзнак, серед яких орден Мужності.
- Указом Президента Російської Федерації від 7 вересня 2010 року № 1099 «Про заходи щодо вдосконалення державної нагородної системи Російської Федерації»[2] затверджені статут та опис ордену.
- Указом Президента Російської Федерації від 16 грудня 2011 року № 1631 «Про внесення змін до деяких актів Президента Російської Федерації»[3] до статуту ордена була внесена зміна щодо можливості представлення до звання Героя Російської Федерації особи, нагородженої трьома орденами Мужності, при здійсненні ще одного подвигу чи іншого мужнього і самовідданого вчинку; також був уточнений опис стрічки ордена Мужності у вигляді розетки.

## Статут ордена
1. Орденом Мужності нагороджуються громадяни, що проявили самовідданість, мужність і відвагу при охороні громадського порядку, у боротьбі зі злочинністю, при рятуванні людей під час стихійних лих, пожеж, катастроф та інших надзвичайних обставин, а також за сміливі та рішучі дії, вчинені при виконанні військового, громадянського чи службового обов'язку в умовах, пов'язаних з ризиком для життя.
2. Орденом Мужності можуть бути нагороджені іноземні громадяни, що проявили самовідданість, мужність і відвагу при рятуванні громадян Російської Федерації під час стихійних лих, пожеж, катастроф та інших надзвичайних обставин за межами Російської Федерації.
3. Нагородження орденом Мужності може бути проведено посмертно.
3-1. Особи, нагороджені трьома орденами Мужності, при здійсненні ще одного подвигу чи іншого мужнього і самовідданого вчинку можуть бути представлені до звання Героя Російської Федерації.

### Порядок носіння
- Знак ордена Мужності носиться на лівій стороні грудей і за наявності інших орденів Російської Федерації розташовується після знака ордена Нахімова.
- Для особливих випадків і можливого повсякденного носіння передбачено носіння мініатюрної копії знака ордена Мужності, яка розташовується після мініатюрної копії знака ордена Нахімова.
- При носінні на форменому одязі стрічки ордена Мужності на планці вона розташовується після ордена стрічки Нахімова.
- На цивільному одязі носиться стрічка ордена Мужності у вигляді розетки, що розташовується на лівій стороні грудей.

## Опис ордена
- Знак ордена Мужності зі срібла. Він являє собою рівнокінцевий хрест із заокругленими кінцями, рельєфним бортиком по краю і рельєфними променями. У центрі — рельєфне зображення Державного герба Російської Федерації.
- На зворотному боці, по горизонталі, — рельєфний напис: «МУЖЕСТВО», виконаний стилізованими літерами, та номер знака ордена. По краю — рельєфний бортик. Відстань між кінцями хреста — 40 мм.
- Знак ордена за допомогою вушка і кільця з'єднується з п'ятикутною колодкою, обтягнутою шовковою, муаровою стрічкою червоного кольору з білими смужками уздовж країв. Ширина стрічки — 24 мм, ширина смужок — 2 мм.
- Мініатюрна копія знака ордена Мужності носиться на колодці. Відстань між кінцями хреста — 15,4 мм, висота колодки від вершини нижнього кута до середини верхньої сторони — 19,2 мм, довжина верхньої сторони — 10 мм, довжина кожної з бічних сторін — 16 мм, довжина кожної із сторін, що утворюють нижній кут , — 10 мм.
- При носінні на форменому одязі стрічки ордена Мужності використовується планка висотою 8 мм, ширина стрічки — 24 мм.
- На стрічці ордена Мужності у вигляді розетки кріпиться мініатюрне зображення знака ордена з металу сріблястого кольору. Відстань між кінцями хреста — 13 мм. Діаметр розетки — 15 мм.

## Особливості нагородження
Згідно із загальним положенням щодо державних нагород Російської Федерації, можливе повторне нагородження орденом Мужності за здійснення подвигу, виявлені мужність, сміливість і відвагу. Так, підполковник, Герой Російської Федерації Андрій Валентинович Воловіков і полковник міліції Олексій Вікторович Новгородов удостоєні чотирьох орденів.